# Ad sanctam beati Petri sedem

Brasão do Papa Alexandre VII

Ad sanctam beati Petri sedem (1656) é a constituição apostólica na forma de uma bula pontifícia promulgada pelo papa Alexandre VII em 16 de outubro de 1656 que julgou o significado e intenção das palavras de Cornelius Jansenius em sua obra Augustinus, e confirmou e renovou a condenação da bula Cum occasione promulgada pelo Papa Inocêncio X em 1653, que condenava cinco proposições encontradas na obra de Jansenius e consideradas heréticas.
Eis o texto dogmático tal como o apresenta Enchiridion Symbolorum: "(§6) Declaramos e definimos que aquelas cinco proposições foram extraídas do livro do precitado Cornelius Jansenius, Bispo de Ypres, que intitulava-se Augustinus, e condenadas no sentido intentado pelo mesmo Cornelius".
No texto eram transcritas as cinco proposições condenadas na bula anteriormente citada:
1. Alguns mandamentos de Deus são impossíveis de ser cumpridos para os justos, com as forças que têm no presente, embora queiram e se esforcem, e também lhes falta a graça que os torna possíveis.
2. No estado de natureza decaída nunca se resiste à graça interior.
3. Para merecer e desmerecer, no estado de natureza decaída, não se requer no homem a liberdade de necessidade, mas somente a liberdade de coação.
4. Os semipelagianos admitiam a necessidade da graça interior preveniente para cada um dos atos, mesmo para o início da fé; e nisto eram hereges, em quererem que essa graça fosse tal que a vontade humana lhe pudesse resistir ou obedecer-lhe.
5. É semipelagiano dizer que Cristo morreu e derramou o seu sangue por absolutamente todos os homens.

O jansenismo foi condenado como herético pela Igreja Católica em pelo menos seis documentos: Cum occasione (1653) e Ad sanctam beati Petri sedem (1656): contra o Augustinus; Vineam Domini Sabaoth (1705): contra o "silêncio obsequioso" proposto por A. Arnauld; Universi Dominici Gregis (1708): que proíbe a leitura da obra de P. Quesnel; Unigenitus (1713): Contra os erros de P. Quesnel e, finalmente, Auctorem fidei (1794): que desautoriza o Sínodo de Pistoya.